# More Than a Thousand
More Than a Thousand est un groupe de metalcore portugais, originaire de Setúbal. Formé en 2001, le groupe joue un metalcore dans la veine de Cancer Bats et OneSideZero. En 2005, ils se délocalisent à Londres dans le but de cibler une plus large audience, et y résident quatre ans avant de revenir au Portugal. Le groupe compte au total trois albums studio : Volume II: The Hollow (2006), Volume IV: Make Friends and Enemies (2010), et Volume V: Lost at Home (2014). Le groupe se met en pause indéfinie en avril 2016.

## Biographie

### Débuts (2001–2006)
More Than a Thousand est formé en 2001 à Setúbal par Vasco Ramos, Filipe Oliveira et Sérgio Sousa. En 2005, ils se délocalisent à Londres dans le but de cibler une plus large audience. Le premier album du groupe, Volume II: The Hollow est une suite de l'EP Trailers are Always More Exciting than Movies. Il s'inspire des deux précédentes années tumultueuses du groupe. Volume II: The Hollow est enregistré et produit en 2006 aux studios Tonteknik d'Umea, en Suède, sous la supervision de Pelle Henricsson et Eskil Lovström (Refused, Poison the Well, Cult of Luna et Hell Is for Heroes). 
La formation de cette période comprend Vasco Ramos au chant, Filipe Oliveira à la guitare, Sergio Sousa à la guitare, Rui Grenhas à la basse, et Jorge Felizardo à la batterie. Vasco, Filipe et Sergio écrivent et produisent.

### Volume 3: Mar(2007–2009)
En 2007, le groupe décide d'enregistrer un EP consacré pour ses fans, plus heavy, direct et avec la même ambiance présente sur Vol. II. Après avoir joué avec Metallica et Mastodon en juin, ils commencent l'enregistrement de Vol. III: Mar au studio Generator. La production est supervisée par Vasco et Filipe en été au Portugal. Le mastering s'effectue à New York par Alan Douches (Every Time I Die, Norma Jean, Converge). Le groupe joue aussi à l'Eurosonic Festival, de Groningue, en janvier 2008.
En avril 2009, ils partent à Baltimore, aux États-Unis, pour enregistrer la suite de Volume III. Cette fois, la production est supervisée par Paul Leavitt (Gwen Stacy, All Time Low, I am Ghost) et Vasco et Filipe. L'album s'intitule Volume IV: Make Friends and Enemies et est publié par Sony Music.

### Volume V: Lost at Home(depuis 2014)
Le groupe annonce le 17 janvier 2014, sa signature aux labels Good Fight Records et eOne Music. Volume V: Lost at Home est publié le 18 février en Amérique du Nord et le 24 février en Europe et au Royaume-Uni. Le 12 janvier 2014, le groupe confirme Chelsea Grin, The Browning et Silent Screams en tournée en soutien à leur nouvel album. Le 25 janvier 2014, le groupe publie le premier single de l'album, Fight Your Demons. La chanson est publiée sur iTunes le même jour. Le 28 février et le 1er mars 2014, ils jouent deux concerts à Lisbonne et Oporto respectivement avec Bury Tomorrow et Cosmogon en ouverture, suivis deux quelques dates en Europe, avant de tourner en Europe avec Chelsea Grin. 
Le 3 décembre 2014, ils sont ajoutés à la tournée européenne Betraying the Martyrs en 2015, remplaçant Make Them Suffer. Ils soutiendront Betraying the Martyrs, avec Texas In July et Upon this Dawning. Après 16 ans d'activité, le groupe se met en pause en avril 2016, d'une manière indéfinie.
Avant sa séparation, le groupe joue en Europe avec Promethee et Hills Have Eyes.

## Membres

### Derniers membres
- Vasco Ramos – chant (2001–2016)
- Filipe Oliveira – guitare rythmique (2001–2016)
- Sergio Sousa – guitare solo (2001–2016)
- Wilson Silva – batterie (2010–2016)
- Mike Ghost – guitare basse (2013–2016)

### Anciens membres
- Rui - basse
- André Viegas – chant (2001–2005)
- Jorge Felizardo – batterie
- Pedro Pais – batterie
- Ricardo Sousa – basse (2007–2009)
- Junior Rodriguez - Basse (2011)

## Discographie
- 2001 : Those in Glass Houses Shouldn’t Throw Stones (EP)
- 2004 : Too Many Teen Massacre Horror Movies (EP)
- 2004 : Volume I: Trailers are Always More Exciting than Movies (EP)
- 2005 : Two Songs… an Endless Body Count (Demo)
- 2006 : Volume II: The Hollow
- 2008 : Volume III: Mar (EP)
- 2010 : Vol. 4: Make Friends and Enemies
- 2014 : Vol. 5: Lost at Home